# Mustapha Saheb Ettabaâ
Mustapha Saheb Ettabaâ (arabe : مصطفى صاحب الطابع), né en 1784 et mort le 10 mai 1861, est un ministre et haut dignitaire de la régence de Tunis. Mamelouk, il est d'origine géorgienne.

## Biographie
Pour accroître son prestige auprès de la cour beylicale d'Hammouda Pacha, l'armateur et fermier fiscal de l'État, Mahmoud Djellouli, offre au souverain un jeune mamelouk capable d'occuper une place privilégiée au sein de la cour. Son agent l'acquiert sur un marché aux esclaves à Constantinople, la capitale de l'Empire ottoman.
Au palais du Bardo, il suit le cursus de formation des mamelouks. À la mort subite d'Hammouda Pacha, Mustapha est affranchi selon les coutumes de la cour beylicale mais, après avoir quitté Le Bardo, l'influent ministre Youssef Saheb Ettabaâ l'attache aux services du nouveau souverain Osman Bey, rapidement assassiné à l'initiative du prince Mahmoud.
Mustapha entre réellement en politique sous le règne d'Hussein II Bey dont il devient garde des sceaux, c'est-à-dire saheb Ettabaâ : il n'a aucun lien de parenté avec Youssef Saheb Ettabaâ et Chakir Saheb Ettabaâ ; saheb ettabaâ est un surnom signifiant « garde des sceaux », les surnoms étant constitués à partir de la fonction d'origine, de la fonction la plus connue ou de l'origine géographique.
Il occupe ce poste entre 1835 et 1837. Il mène avec le général français Bertrand Clauzel de délicates négociations sur l'attribution à des princes tunisiens des beyliks de Constantine et d'Oran. Son prestige s'accroît peu à peu, ce qui lui permet d'entrer dans la famille beylicale via son mariage avec la princesse Mahbouba ; il épousera après sa mort une ancienne esclave circassienne. Grâce à sa position, il aide la famille Djellouli lorsque celle-ci connaît la faillite en 1840. Il devient ensuite un principal ministre dont l'influence est importante ; il dirige le cabinet lorsqu'Ahmed Ier Bey visite la France en 1846, à l'invitation officielle du roi Louis-Philippe, puis lors de la visite de Sadok Bey à Alger en 1860. Il y salue Napoléon III et lui remet un exemplaire des codes et de la constitution nouvellement adoptée et à la rédaction de laquelle il a participé au sein du Grand Conseil.
Il épouse en premières noces Mahbouba, fille de Moustapha Bey avec laquelle a deux enfants : Chedly et Rachid. Après la mort de son épouse, il se remarie avec Gulfidan, une odalisque circassienne avec laquelle il a un troisième enfant, Ahmed. Ses trois fils porteront le nom de Saheb Ettabaâ qui deviendra leur nom patronymique. Ses funérailles se déroulent conformément aux usages de la famille beylicale et Saheb Ettabaâ est inhumé à Tourbet El Bey.

## Hommages
Son personnage apparaît en 2018 dans la série télévisée de Sami Fehri, Tej El Hadhra, sous les traits de l'acteur Hichem Rostom.